# بالنگر کریک (مریلند)
بالنگر کریک (به انگلیسی: Ballenger Creek) شهری در ایالت مریلند کشور ایالات متحده آمریکا است که جمعیت آن در سرشماری سال ۲۰۱۰ میلادی، ۱۸٬۲۷۴ نفر بوده‌است.